# Gastraum

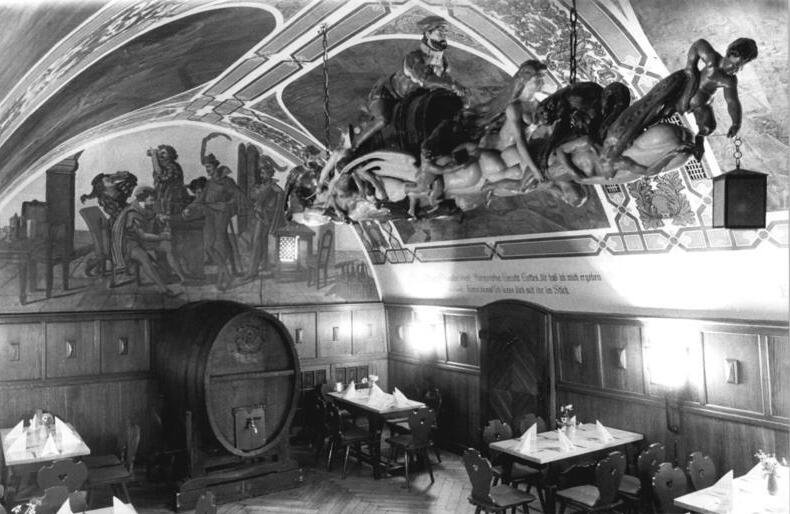
Gastraum. Auerbachs Keller, Leipzig, 1988.

Ein Gastraum ist ein Raum in einem Gebäude des Gastgewerbes.

## Definitionen
Es gibt zwei gebräuchliche Verwendungen des Begriffs: Ein Gastraum im weiteren Sinn ist ein Raum im Gästebereich, im Unterschied zu Räumen, die nur dem Personal zugänglich sind, wie die Küchen oder die Wohn- und Aufenthaltsräume für das Personal.
Ein Gastraum im engeren Sinn ist ein Raum im Gästebereich, der dem Aufenthalt von Gästen, aber nicht dem Wohnen und Schlafen dient, wie Speiseräume und Tagungsräume. In diesem engeren Sinn wird der Gastraum vom Beherbergungsraum unterschieden. Für den Brandschutz gibt es Vorschriften über das Vorhandensein von Türen oder die Beschaffenheit von Trennwänden.

## Eigenschaften

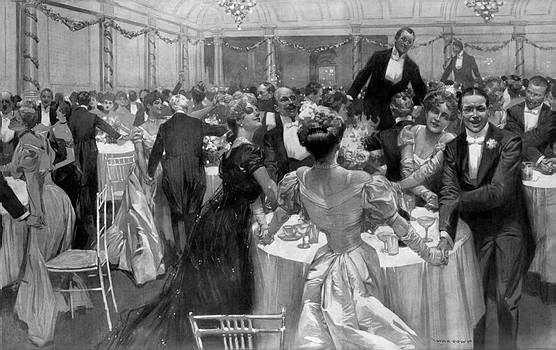
Als Speisesaal genutzter Ballsaal im Savoy Hotel London, 1907.

Eine wesentliche Eigenschaft von Gasträumen ist es, dass „alle raumfunktionellen Eigenschaften hier der Gestaltung untergeordnet werden müssen“. Gasträume sind daher repräsentativ für die Innenarchitektur ihrer Zeit. Die Funktionen von Gasträumen hängen von der Betriebsart einer Gaststätte ab: So gibt es Schankräume oder Speiseräume, Festsäle, Veranstaltungsräume (in historischen Gebäuden oft einen Ballsaal oder einen Theatersaal) und weitere Aufenthaltsräume wie etwa einen Raucherraum, Billardzimmer oder Kegelbahnen. Kleine Gaststätten verfügen oft nur über eine Wirtsstube als Gastraum, mit Tischen und Sitzgelegenheiten für die Gäste sowie dem zumeist vorgeschriebenen Buffet.